# 乔子扬
乔子扬（1924年12月—2022年12月19日），山东东明人，中国人民解放军北京卫戍区副兵团职退休干部、原北京军区空军副司令员。

## 生平
乔子扬1939年5月参加革命工作并入伍，1941年9月加入中国共产党。历任战士、教育参谋、训练队队长、连长、副营长、股长、科长、团参谋长、副团长、作战处副处长、师参谋长、副师长、局长、北京军区空军参谋长等职。
2022年12月19日，乔子扬因病医治无效于北京逝世，享年98岁。讣告刊登在2023年2月8日的《解放军报》。